# Pelargonium hantamianum
Pelargonium hantamianum är en näveväxtart som beskrevs av Knuth.. Pelargonium hantamianum ingår i släktet pelargoner, och familjen näveväxter. Inga underarter finns listade i Catalogue of Life.